# Kinna socken
Kinna socken i Västergötland ingick i Marks härad, ombildades 1947 till Kinna köping och området ingår sedan 1971 i Marks kommun och motsvarar från 2016 Kinna distrikt.
Socknens areal var 40,88 kvadratkilometer varav 37,80 land. År 2000 fanns här 7 488 invånare.  En del av tätorten Kinna med sockenkyrkan Kinna kyrka ligger i socknen.   

## Administrativ historik
Socknen har medeltida ursprung. 
Vid kommunreformen 1862 övergick socknens ansvar för de kyrkliga frågorna till Kinna församling och för de borgerliga frågorna bildades Kinna landskommun. Landskommunen ombildades 1947 till Kinna köping som 1971 uppgick i Marks kommun.
1 januari 2016 inrättades distriktet Kinna, med samma omfattning som församlingen hade 1999/2000.  
Socknen har tillhört län, fögderier, tingslag och domsagor enligt vad som beskrivs i artikeln Marks härad. De indelta soldaterna tillhörde Älvsborgs regemente, Vedens kompani och Västgöta regemente, Elfsborgs kompani.

## Geografi
Kinna socken ligger sydväst om Borås kring Viskan och med Stora Hålsjön i nordväst. Socknen har odlingsbygd i ådalar och är i övrigt en skogsbygd.

## Fornlämningar
Några boplatser och en hällkista från stenåldern är funna. Från bronsåldern finns spridda gravrösen. Ruinerna efter det medeltida fästet Kinnaborg ligger här.

## Namnet
Namnet skrevs 1314 Kyrnnä/Kynnum och kommer från kyrkbyn. Namnet är flertydigt. Det kan innehålla Kyrn från sädesslaget 'korn'. Alternativt kan det innehålla kinn, 'bergssluttning'.